# Elecciones al Parlamento Andino de Perú de 2011
Las elecciones al Parlamento Andino de Perú de 2011 se llevaron a cabo el 10 de abril del 2011, en conjunto con la elección presidencial y al congreso. En esta ocasión se elegirá la totalidad de 5 parlamentarios y 10 suplentes para el periodo 2011 - 2016.
Los requisitos para ser elegido parlamentario es ser peruano de nacimiento, haber cumplido veinticinco años y gozar del derecho de sufragio.

## Sistema electoral
Se elegirán a 5 miembros a nivel nacional empleando el método de la cifra repartidora, con doble voto preferencial opcional.
Para las elecciones internas de los partidos, al menos las cuatro quintas partes del total de candidatos podrán ser elegidas mediante tres modalidades: con voto los afiliados y no afiliados; tan solo de los afiliados, o a través de los delegados elegidos por los órganos partidarios. Asimismo, una quinta parte del total podrán ser elegidos directamente por el órgano del partido que disponga en el Estatuto.

## Partidos y líderes
A continuación se muestra una lista de los partidos y alianzas electorales que participaron en la elección: 
| Candidatura | Candidatura | Partidos y alianzas | Líderes | Líderes                      | Ideología                                                             | Resultado previo | Resultado previo | Ref.  |
| Candidatura | Candidatura | Partidos y alianzas | Líderes | Líderes                      | Ideología                                                             | Votos (%)        | Esc.             | Ref.  |
| ----------- | ----------- | --- | ------- | ---------------------------- | --------------------------------------------------------------------- | ---------------- | ---------------- | ----- |
|             | ASN         | Lista - Alianza Solidaridad Nacional (SN–UPP–C90–SU–TPP) – Solidaridad Nacional (SN) – Unión por el Perú (UPP) – Cambio 90 (C90) – Siempre Unidos (SU) – Todos por el Perú (TPP) |         | Luis Castañeda Lossio        | Partido atrapalotodo                                                  | 23.96%           | 2                | [ 3 ] |
|             | APRA        | Lista - Partido Aprista Peruano (APRA) |         | Alan García Pérez            | Aprismo                                                               | 22.59%           | 2                | [ 3 ] |
|             | APGC        | Lista - Alianza por el Gran Cambio (APGC) – Alianza para el Progreso (APP) – Partido Popular Cristiano (PPC) – Partido Humanista Peruano (PHP) – Restauración Nacional (RN)      |         | Pedro Pablo Kuczynski        | Democracia cristiana Humanismo Liberalismo económico                  | 6.74%            | 1                | [ 3 ] |
|             | PP–AP– SP   | Lista - Alianza Electoral Perú Posible (PP–AP–SP) – Perú Posible (PP) – Acción Popular (AP) – Somos Perú (SP)                                                                    |         | Alejandro Toledo Manrique    | Socioliberalismo Democracia liberal Humanismo cristiano               | 2.27%            | 0                | [ 3 ] |
|             | PNP         | Lista - Gana Perú (PNP) – Partido Nacionalista Peruano – Partido Socialista – Partido Comunista Peruano – Partido Socialista Revolucionario                                      |         | Ollanta Humala Tasso         | Socialismo democrático Nacionalismo de izquierda                      | Nuevo            | Nuevo            | [ 3 ] |
|             | F2011       | Lista - Fuerza 2011 (F2011) |         | Keiko Fujimori Higuchi       | Fujimorismo Conservadurismo social Populismo de derecha               | Nuevo            | Nuevo            | [ 3 ] |
|             | CR          | Lista - Cambio Radical (CR) |         | José Barba Caballero         | Conservadurismo social Fundamentalismo cristiano Populismo de derecha | Nuevo            | Nuevo            | [ 3 ] |
|             | FDP         | Lista - Fonavistas del Perú (FDP) |         | Andrés Alcántara Paredes     | Socialismo Nacionalismo de izquierda Ecologismo                       | Nuevo            | Nuevo            | [ 3 ] |
|             | FS          | Lista - Fuerza Social (FS) |         | Susana Villarán de la Puente | Socialdemocracia Descentralización                                    | Nuevo            | Nuevo            | [ 3 ] |
|             | FN          | Lista - Fuerza Nacional |         | Antonio Vidal Herrera        | Partido atrapalotodo                                                  | Nuevo            | Nuevo            | [ 3 ] |
|             | Juste       | Lista - Justicia, Tecnología y Ecología |         | Humberto Pinazo Bella        | Partido atrapalotodo                                                  | Nuevo            | Nuevo            | [ 3 ] |
|             | Adelante    | Lista - Partido Político Adelante |         | Rafael Belaúnde Aubry        | Partido atrapalotodo                                                  | Nuevo            | Nuevo            | [ 3 ] |

## Lista de Candidatos
A continuación la lista de candidatos al Parlamento Andino de cada partido político. 

### Gana Perú
| Gana Perú | Gana Perú                               |
| --------- | --------------------------------------- |
| 1         | Alberto Adrianzén Merino                |
| 2         | Hilaria Supa                            |
| 3         | Víctor Mayorga Miranda                  |
| 4         | Roberto de la Cruz Huamán               |
| 5         | Juver Nilson Flores Suárez              |
| 6         | Víctor Raúl Oliva Miguel                |
| 7         | Adelinda Díza Uriarte                   |
| 8         | Miguel Ángel Quintana Pinedo            |
| 9         | Federico Eduardo Infante Lembcke        |
| 10        | Daniel Roca Sulca                       |
| 11        | Mónica Maribel Dioses Castro            |
| 12        | Pedro Vicente Quispe Salvatierra        |
| 13        | José Antenor Siapo Núñez                |
| 14        | Belarmina Erodita Chávez Quispe de Díaz |
| 15        | Mercedes Raquel Monjaras Saldaña        |

### Fuerza 2011
| Fuerza 2011 | Fuerza 2011                                        |
| ----------- | -------------------------------------------------- |
| 1           | Rafael Rey                                         |
| 2           | Franko Saenz Carrasco                              |
| 3           | Jorge Luis Silva Dávila                            |
| 4           | María Carmen Guevara Badillo                       |
| 5           | Erika Vanessa Müller Aquino                        |
| 6           | César Augusto Cuestas Meneses                      |
| 7           | Manuel Eduardo Ruíz Huidobro Cubas                 |
| 8           | Ramiro Alfonso Corzo Pardo                         |
| 9           | José Santos Gonzalez Chocano                       |
| 10          | Jaime Fartolino Pimenta                            |
| 11          | José Luis Vela Durand                              |
| 12          | Ana María Juscamita Arangüena de Calmell del Solar |
| 13          | María Cecilia Ferreyros Kuppers                    |
| 14          | Héctor Rojas Rodríguez (Improcedente)              |
| 15          | Liliana Checa Yabar de Costa                       |

### Alianza Perú Posible
| Alianza Perú Posible | Alianza Perú Posible            |
| -------------------- | ------------------------------- |
| 1                    | Javier Reátegui Rosselló        |
| 2                    | Gonzalo Alegría Varona          |
| 3                    | Nora Bonifaz Carmona            |
| 4                    | Jorge Antonio Ramírez Reyna     |
| 5                    | Carlos Urrutia Boloña           |
| 6                    | Lydia Rodríguez Vilca           |
| 7                    | Santos Danilo Quiñones Zúñiga   |
| 8                    | Miguel Ángel Marchan Olaya      |
| 9                    | Carlos Marcelino Mendoza Gómez  |
| 10                   | Andrés Mendoza Arteaga          |
| 11                   | Silvia Carola Ortíz Cáceres     |
| 12                   | Gabino Máximo Martínez Itusaca  |
| 13                   | Denesy Pelagia Palacios Jiménez |
| 14                   | María Justina León Ramírez      |
| 15                   | Antonio Felipe Molina           |

### Alianza por el Gran Cambio
| Alianza por el Gran Cambio | Alianza por el Gran Cambio                |
| -------------------------- | ----------------------------------------- |
| 1                          | Hildebrando Tapia                         |
| 2                          | Javier Otoniel Pardo Nima                 |
| 3                          | Walter Arturo Ramos Barón                 |
| 4                          | Carlos Eduardo de Rivero Bustamante       |
| 5                          | Elsa Vega Fernández                       |
| 6                          | Washington Gualberto Palomino Canaval     |
| 7                          | Samuel Arboleda Pariona                   |
| 8                          | Luz Amalia Zamora Mejía                   |
| 9                          | Pedro Cisneros Calderón                   |
| 10                         | Bruno Augusto Tomatis Chiappe             |
| 11                         | Carmen Zapata Díaz                        |
| 12                         | Carmen Vergara López de Castro (Excluido) |
| 13                         | Flor de María Nolasco Pérez               |
| 14                         | Gonzalo Rodolfo Salazar León              |
| 15                         | Braulio Grajeda Bellido                   |

### Alianza Solidaridad Nacional
| Alianza Solidaridad Nacional | Alianza Solidaridad Nacional        |
| ---------------------------- | ----------------------------------- |
| 1                            | Francisco Gavidia Arrascue          |
| 2                            | Angela Beatriz Castillo Razuri      |
| 3                            | José Francisco Aliaga Ramírez       |
| 4                            | Orestes Sánchez Luis                |
| 5                            | Julia Valencia Grijalva             |
| 6                            | Luis Enrique Tord                   |
| 7                            | Juan José Vega Quispe               |
| 8                            | Judith Carolina Pilares Villagarcía |
| 9                            | Giovanna Luna-Victoria Vera         |
| 10                           | Rosario Novoa Espinoza              |
| 11                           | Sara Sugelly Carbonell Coronado     |
| 12                           | Augusto Velásquez Salinas           |
| 13                           | Víctor Antonio Díaz Alva            |
| 14                           | Edgard Cusihuallpa Díaz             |
| 15                           | César Marcela Ortíz Paredes         |

### Partido Aprista Peruano
| Partido Aprista Peruano | Partido Aprista Peruano                 |
| ----------------------- | --------------------------------------- |
| 1                       | Luis Nava Guibert                       |
| 2                       | Miguel de los Reyes Rosa Silva          |
| 3                       | Manuel del Castillo Hernández           |
| 4                       | Kelly Ritha Quesquén Guzmán             |
| 5                       | Judith Sabina Requena Vargas de Trelles |
| 6                       | Elía Grijakva Alvarado                  |
| 7                       | Luis Alejandro Cabrera Barrón           |
| 8                       | Iris Beriozka Achata Landaeta           |
| 9                       | Dhioskara Karín Díaz Claudio            |
| 10                      | Geanmarco Antonio Quezada Castro        |
| 11                      | Wendy Milena Barreto Gallo              |
| 12                      | María Elena Pacheco Arrieta             |
| 13                      | Jaime Antonio Carhuavilca Fabián        |
| 14                      | Juan Manuel Cabrera Pereira             |
| 15                      | Francisco Facundo Huanacune Rosas       |

### Cambio Radical
| Cambio Radical | Cambio Radical                              |
| -------------- | ------------------------------------------- |
| 1              | Richard Pereira Núñez                       |
| 2              | Álex Gonzáles Castillo                      |
| 3              | Rudy García Choy                            |
| 4              | Gilberto Ojeda Salazar                      |
| 5              | Flor Hurtado Valdéz                         |
| 6              | Hugo Eduardo Parientes Núñez                |
| 7              | Miguel Ángel Marcelo País de la Oliva       |
| 8              | Susana García León de Tasaico               |
| 9              | Williams Felipe Méndez Méndez               |
| 10             | Shirley Grace Guzmán Obando                 |
| 11             | Sandra Andrade Reyes                        |
| 12             | María del Carmen Salazar García de Gonzales |
| 13             | Pedro Arenas Palomino (Excluido)            |
| 14             | Hilda Susana Espinoza Soto                  |
| 15             | Claudio Zúñiga Espinoza                     |

### Fonavistas del Perú
| Fonavistas del Perú | Fonavistas del Perú                 |
| ------------------- | ----------------------------------- |
| 1                   | Juan Bautista Bardelli Lartirigoyen |
| 2                   | Jaime Luis Chihuala Peche           |
| 3                   | Genaro Ledesma Izquieta             |
| 4                   | Vilma María Arroyo Vigil            |
| 5                   | Nelly Guevara Garibay (Excluido)    |
| 6                   | Raúl Alberto Mendiola Hurtado       |
| 7                   | Agapito Villareal Escobal           |
| 8                   | Humphrey Zavalla Nación             |
| 9                   | María Rosa Morales Hernández        |
| 10                  | Pedro Paulino García García         |
| 11                  | Raydé Esperanza Chilca Ibáñez       |
| 12                  | Humberto Gregorio Moreno Brito      |
| 13                  | Nancy Margarita Panduro de Amés     |
| 14                  | Inés Tume Tume de Fernández         |
| 15                  | Víctor Manuel Calero Ruíz           |

### Fuerza Social
| Fuerza Social | Fuerza Social                       |
| ------------- | ----------------------------------- |
| 1             | José Carlos de la Puente Radbil     |
| 2             | Javier Alberto Bernaola Peña        |
| 3             | Ricardo Hildebrando Camino Arámbulo |
| 4             | Edwin Aníbal Barra Mindani          |
| 5             | Laura Balbuena González             |
| 6             | Theodore Lawrence Dale Vukanovich   |
| 7             | Rolando Víctor Cuadros Paredes      |
| 8             | Fidel Roberto Castillo Oliva        |
| 9             | Rosa Pelagia Dueñas Morales         |
| 10            | Jorge Raúl Sotelo Salas             |
| 11            | Isila Saida Ojeda Acosta            |
| 12            | Jaime Gustavo Berrios Rivera        |
| 13            | Florencia Leonor Aristondo Ruíz     |
| 14            | Óscar David Badillo Espinoza        |
| 15            | Paula Doris Cabrera Mercado         |

### Justicia, Tecnología, Ecología
| Justicia, Tecnología, Ecología | Justicia, Tecnología, Ecología             |
| ------------------------------ | ------------------------------------------ |
| 1                              | Jorge Máximo Zenozain Masías               |
| 2                              | Ricardo Constantino Pecho Gave             |
| 3                              | Jony Miguel Arroyo Bravo                   |
| 4                              | Ángel Walter Humala Lema                   |
| 5                              | Esther Graciela Yparraguirre Carhuallanqui |
| 6                              | Revelino Reyes Dionicio (Excluido)         |
| 7                              | Pedro Aranibar Espinoza                    |
| 8                              | Guillermina Constanza Ponce Martínez       |
| 9                              | Emerson Mejía Cruz                         |
| 10                             | Bona Oliva Narvasta Claros Vda. de Espadin |
| 11                             | Isabel Rosario Meza Quintana               |
| 12                             | Manuel Adolfo Cevallos Ampuero (Excluido)  |
| 13                             | Rogelio Eleuterior Condeña Alarcón         |
| 14                             | Juan Carlos Ríos Fernández                 |
| 15                             | Nelida Haydeé Barzola Collantes            |

### Adelante
| Adelante | Adelante                              |
| -------- | ------------------------------------- |
| 1        | Ciro Benjamín Astete Rodríguez        |
| 2        | Ángel Felie Soto Valdivia             |
| 3        | Elva Renee Díaz de Gutiérrez          |
| 4        | Consuelo Arca Sisniegas               |
| 5        | Andreí Martina Castrillón Djigola     |
| 6        | María Teresa Díaz Luna                |
| 7        | Williams Bruce Chalco Heredia         |
| 8        | Rosa Eulalia Vicharra Aguilar         |
| 9        | Humberto Santiago Galarreta Escalante |
| 10       | María Purina Roca de la Cruz          |
| 11       | Wilfredo Miguel Yañez Lazo            |
| 12       | Juana Cruz Vacaflor Rivero            |
| 13       | Sonnia Mirtha Cáceres Sarmiento       |
| 14       | Renee Esteban Bresciani Seminario     |
| 15       | Carlos Javier Toledo Ocampo Escomel   |

### Fuerza Nacional
| Fuerza Nacional | Fuerza Nacional                                   |
| --------------- | ------------------------------------------------- |
| 1               | David Fernando Pajares Claudet                    |
| 2               | María Mercedes Falla Alcántara                    |
| 3               | Ildorfo Francisco Cueva Retuerto                  |
| 4               | Hugo Fredy Alcántara Yabar (Excluido)             |
| 5               | Marggie Anne Castellano Silva                     |
| 6               | Verónica Elsa Napuri Peiranos de Wicks (Excluido) |
| 7               | Arlenne Eusebio Zavaleta Campos (Excluido)        |
| 8               | Doris Elvira Marquéz Solís Marquéz                |
| 9               | Mirtha Guevara Godenzi (Excluido)                 |
| 10              | Jorge Luis Ramírez Pacheco (Excluido)             |
| 11              | Juan Jesús Chau Segura                            |
| 12              | Pablo Miguel Carrasco del Cárpio (Excluido)       |
| 13              | César Mamani Muñóz (Excluido)                     |
| 14              | Juan Walter Mendoza Paucarmayta                   |
| 15              | Edgardo Orlando Muschi Valle                      |

## Resultado

### Nacional
|  | 27.022 % |

|  | 23.211 % |

|  | 14.780 % |

|  | 13.942 % |

|  | 9.414 % |

|  | 8.15 % |

|  | 1.927 % |

|  | 1.567 % |

|  | 0.644 % |

|  | 0.492 % |

|  | 0.357 % |

|  | 0.345 % |

### Listado de Parlamentarios Andinos 2011-2016
| Candidatos electos | Partido                    | Votos   |
| ------------------ | -------------------------- | ------- |
| Alberto Adrianzén  | Gana Perú                  | 378,226 |
| Hilaria Supa       | Gana Perú                  | 253,930 |
| Rafael Rey         | Fuerza 2011                | 472,901 |
| Javier Reátegui    | Alianza Perú Posible       | 321,216 |
| Hildebrando Tapia  | Alianza por el Gran Cambio | 226,193 |

| Candidatos suplentes electos | Partido                    | Votos   |
| ---------------------------- | -------------------------- | ------- |
| Víctor Mayorga Miranda       | Gana Perú                  | 144,475 |
| Roberto de la Cruz Huamán    | Gana Perú                  | 99,079  |
| Juver Flores Suárez          | Gana Perú                  | 84,510  |
| Víctor Raúl Oliva Miguel     | Gana Perú                  | 44,728  |
| Franko Saenz Carrasco        | Fuerza 2011                | 184,915 |
| Jorge Luis Silva Dávila      | Fuerza 2011                | 138,705 |
| Gonzalo Alegría              | Alianza Perú Posible       | 187,154 |
| Nora Bonifaz Carmona         | Alianza Perú Posible       | 69,310  |
| Otoniel Pardo Nima           | Alianza por el Gran Cambio | 101,090 |
| Walter Ramos Barón           | Alianza por el Gran Cambio | 52,364  |